# Циммерман, Клаус
Клаус Циммерман (нем. Klaus F. Zimmermann; р. 2 декабря 1952, Геппинген) — немецкий экономист.
Окончил Маннгеймский университет (1978); доктор того же университета (1987). Профессор экономической теории Мюнхенского (1989—1998) и Боннского (с 1998) университетов. Директор Института экономики труда (Бонн) и президент Немецкого института экономических исследований (Берлин). Президент Европейского общества экономики населения (1994).

## Основные произведения
- «Экономика семьи. Теоретическое и эмпирическое исследование предложения женского труда и рождаемости» (Familienökonomie. Theoretische und empirische Untersuchungen zur Frauenerwerbstätigkeit und Geburtenentwicklung, 1985);
- «Демографические проблемы экономики домашнего хозяйства» (Demographische Probleme der Haushaltsökonomie, 1986).